# Eric Bassombeng
Eric Magloire Bassombeng, född 11 mars 1983, är en kamerunsk fotbollsspelare. Bassombeng kom till Örebro SK 2008 från Les Astres FC. Den 3 december 2010 skrev han på ett kontrakt på två år för Gais.
I oktober 2012 sparkades Bassombeng av Gais efter att ha lämnat Sverige utan klubbens tillstånd.